# Anderson, New Jersey
Anderson är en ort i Warren County i delstaten New Jersey, USA.